# Ptychohyla
Ptychohyla – rodzaj płazów bezogonowych z podrodziny Hylinae w rodzinie  rzekotkowatych (Hylidae).

## Zasięg występowania
Rodzaj obejmuje gatunki występujące na umiarkowanych wysokościach w południowym Meksyku (stany Chiapas, Guerrero i Oaxaca) na południowy wschód przez Amerykę Centralną do środkowej Nikaragui.

## Systematyka

### Etymologia
Ptychohyla: gr. πτυξ ptux, πτυχος ptukhos „płytka, fałda”, od πτυσσω ptussō „zwijać”; rodzaj Hyla Laurenti, 1768.

### Podział systematyczny
Do rodzaju należą następujące gatunki:
- Ptychohyla dendrophasma (Campbell, Smith & Acevedo, 2000)
- Ptychohyla euthysanota (Kellogg, 1928)
- Ptychohyla hypomykter McCranie & Wilson, 1993
- Ptychohyla leonhardschultzei (Ahl, 1934)
- Ptychohyla macrotympanum (Tanner, 1957)
- Ptychohyla zophodes Campbell & Duellman, 2000